# فرانسه در جنگ جهانی دوم
تاریخچهٔ حضور نظامی فرانسه در جنگ جهانی دوم به سه دوره تقسیم می‌شود. از سال ۱۹۳۹ تا ۱۹۴۰ جنگی علیه آلمان توسط جمهوری سوم فرانسه در جریان بود. از سال ۱۹۴۰ تا ۱۹۴۵ فرانسه شاهد رقابت دولت ویشی فرانسه و فرانسهٔ آزاد تحت رهبری ژنرال شارل دوگل برای کنترل مستعمرات فرانسه بود. سال ۱۹۴۴ متفقین (ایالات متحده آمریکا، بریتانیا و دیگران) فرانسه را فتح کردند و آلمانی‌ها را (به جز از چند بندر) بیرون راندند.و در ۴۶روز فرانسه فتح شد